# Júlia Fajardo
Júlia Fajardo (Rio de Janeiro, 14 de junho de 1984) é uma atriz brasileira. É filha dos atores José Mayer e Vera Fajardo. Desde pequena, dedica-se mais ao teatro.
Sua primeira novela foi Páginas da Vida, na Rede Globo, em 2006. 
Se transferiu para a Rede Record em 2012, onde interpretou Tamar, filha do Rei Davi. No mesmo ano, participou do elenco de Balacobaco, onde interpretou Adriana Padilha, uma funcionária de uma empresa de turismo ecológico. 
Em 2014 retornou à Globo, onde foi escalada para o elenco de Império. Sua personagem, Helena Abrantes, era amiga de Maria Marta, personagem de Lilia Cabral, protagonista da novela.

## Filmografia

### Televisão
| Ano  | Título          | Papel           | Notas       |
| ---- | --------------- | --------------- | ----------- |
| 2014 | Império         | Helena Abrantes |             |
| 2012 | Balacobaco      | Adriana Padilha | [ 7 ] [ 8 ] |
| 2012 | Rei Davi        | Tamar           |             |
| 2006 | Páginas da Vida | Roberta         |             |